# Station Park West & Cherry Orchard
Station Park West & Cherry Orchard is een spoorwegstation in Ballyfermot, een plaats in het Ierse graafschap Dublin ten  westen van de stad Dublin. Het station werd geopend in 2008, nadat het oudere station Cherry Orchard uit 1994 werd gesloten wegens aanhoudend vandalisme. 
Het station ligt aan de Dublin - Cork. Het wordt bediend door forenzentreinen die rijden tussen Heuston en Kildare. Op werkdagen rijdt er een trein per uur.